# Mazurka (1935)
Mazurka ist ein deutscher Spielfilm aus dem Jahr 1935 von Willi Forst mit Pola Negri in der Hauptrolle.

## Handlung
Die junge Lisa Petrowna und ihre Freundin Hilde besuchen ein Konzert des Komponisten Grigorij Michailow. Währenddessen wird ihr ein Brief überreicht, in dem Michailow sie nach dem Konzert um eine Unterredung bittet. Michailow spricht mit ihr und lädt sie anschließend zum Besuch einer Lokalität ein. Dort tritt gerade die Chansonette Vera Petrowna auf, die, nachdem sie Michailow im Publikum sieht, in Ohnmacht fällt. Wieder bei Bewusstsein, zieht sie einen Revolver und schießt zweimal auf den Künstler, der schließlich getroffen zusammenbricht. Dann wird die Sängerin verhaftet. Es kommt zum Prozess. Vera entschließt sich, vom Aussageverweigerungsrecht Gebrauch zu machen. Erst als ein aus einem Schließfach entnommener Koffer als Beweisstück in den Gerichtssaal gebracht wird, ändert sie ihre Haltung. Sie zeigt sich bereit, auszusagen, aber nur unter Ausschluss der Öffentlichkeit und unter der Bedingung, dass der Koffer verschlossen bleibt. Der Richter ist mit diesem Deal einverstanden.
Rückblende: Vera erzählt aus ihrem Leben. Sie sang an der Warschauer Oper, ehe sie den schmucken und galanten Rittmeister Boris Kierow heiratete. Um sich ganz ihrer Ehe und dem gemeinsamen Kleinkind zu widmen, wollte sie ihre Abschiedsvorstellung in „Mazurka“ geben, einer vom jungen Nachwuchskomponisten Grigorij Michailow geschriebenen Oper. Während ihr Mann 1914 ins Feld musste, blieb Vera mit ihrer kleinen Tochter daheim zurück. Bei einer Gesellschaft unter früheren Künstlerkollegen trank Vera offenbar zu viel, jedenfalls wachte sie am nächsten Morgen in Michailows Wohnung auf. Offenbar hatte der Mann ihren Zustand der Alkoholisierung gnadenlos ausgenutzt und Vera vergewaltigt. Fluchtartig verließ sie Michailows Wohnung und kehrte in ihr Haus zurück, wo gerade auch ihr Gatte von der Front heimkehrte. Michailow gab aber nicht auf und belästigte Vera auch weiterhin mit seinen Wünschen nach amouröser Befriedigung. Um ihn zu bitten, endlich von ihr zu lassen, begab sich Vera ein letztes Mal zu Grigorijs Wohnung, wurde auf diesem Gang aber von ihrem Mann beobachtet, der daraufhin die Scheidung einreichte. Nach ihrer Trennung bekam der Vater die Tochter zugesprochen.
Vera kehrte daraufhin in ihren Beruf zurück und trat fortan nur noch in drittklassigen Lokalen und Kaschemmen auf. Es dauerte 15 lange Jahre, bis sie erstmals ihre Tochter wiedersehen konnte. Ihr mittlerweile verstorbener Ex-Mann hatte inzwischen erneut geheiratet. Lisa wuchs im Glauben heran, dass die zweite Frau Kierow ihre Mutter sei. Vera entschied sich dafür, ihr Kind nicht zu überfordern und ließ es in diesem Irrglauben. Dann aber sah sie ihr Kind in Begleitung dieses verhassten Mannes und schoss. Nun muss der Schließfachkoffer doch geöffnet werden, und ihm werden Dokumente entnommen, die Veras Aussagen im vollen Umfang bestätigen. Im Verfahren stellt sich heraus, dass Vera ihrem Kind das eigene Schicksal ersparen wollte, nämlich in die Fänge des gewissenlosen Verführers Michailow zu geraten. Das Urteil fällt daher mit drei Jahren Gefängnis vergleichsweise milde aus. Als dann noch einem Gnadengesuch entsprochen wird, ist Vera de facto auf freiem Fuß. Vor dem Gerichtssaal kommt es zu Begegnung zwischen Mutter und leiblicher Tochter, die noch immer nicht die Wahrheit kennt. Lisa wünscht Vera viel Glück, dann geht die junge Frau mit ihrer Ziehmutter aus dem Gebäude.

## Produktionsnotizen
Mazurka wurde überwiegend von Mitte Januar bis Ende März 1935 gedreht, Nachaufnahmen erfolgten Ende Oktober desselben Jahres. Nach den Zensurentscheidungen vom 12. und 13. November 1935 wurde der Film für ein Publikum ab 14 Jahre freigegeben und mit dem Prädikat „künstlerisch wertvoll“ bedacht. Die Uraufführung erfolgte am 14. November 1935 im Berliner Capitol.
Fritz Klotzsch übernahm die Produktionsleitung, Walter Lehmann die Aufnahmeleitung. Die Bauten stammen von Hermann Warm und Carl Haacker. Bemerkenswert ist die Beteiligung des jüdischen Drehbuchautors Hans Rameau im dritten Jahr der nationalsozialistischen Unrechtsherrschaft. Die bisherigen Besitzer der produzierenden Cine Allianz, die Juden Arnold Pressburger und Gregor Rabinowitsch, waren kurz vor Drehbeginn endgültig aus ihrer eigenen Firm im Rahmen einer Arisierungsmaßnahme herausgedrängt worden.
Für Pola Negri bedeutete Mazurka die Rückkehr nach Deutschland nach zwölf Jahren Abwesenheit. Forsts Inszenierung war ein gewaltiger Publikums- und Kassenerfolg, woraufhin die Polin noch bis Ende 1938 für fünf weitere Filme in Berlin blieb. Erst danach verließ sie das Land für immer. Negri, mit einer tiefen Stimme ausgestattet, sang ihre Partien nur im unteren Bereich. Die hohen Töne wurden von Hilde Seipp intoniert.
Die junge Nachwuchskünstlerin Ingeborg Theek, die hier ihr Filmdebüt gegeben hatte und Pola Negris Tochter spielte, erkrankte während der Dreharbeiten an einer Infektion, die sie zeitweise lähmte. Daraufhin musste sie für die Schlussszene in einen Rollstuhl gesetzt werden, der für das Publikum unsichtbar durch das Studio gezogen wurde.
Der Film wurde von Adolf Hitler, einem erklärten Negri-Fan, in sein Privatarchiv auf dem Berghof aufgenommen.
1937 inszenierte Joe May in Hollywood ein Remake unter dem Titel Confession.

## Kritiken
„In einem von seinen bisherigen Filmen gänzlich verschiedenen Genre erweist sich Willy [sic] Forst wieder als der virtuose Beherrscher der Inszenierungskunst. Er hat einen in wahrstem Sinne des Wortes wirkungssicheren Film geschaffen, dessen überwältigenden Eindruck sich niemand entziehen kann.“

„‚Mazurka‘ ist wundervoll im Spannungsaufbau und herrlich in der Schauspielerführung. Dieser Film ist geschmackssicher und gekonnt. Vielleicht zu gekonnt – mit dem Kopf nämlich und einem Minimum an Herz. Dies ist der einzige Einwand gegen diese Meisterung an filmischer Kultur […]. Die Negri ist ein Erlebnis. Forst’s [sic] Neuentdeckung, Ingeborg Theek, wirkt Garbo-schön und mädchenhaft ungekünstelt; ob es reicht, wenn sich ihr Wesen nicht so mit der Rolle deckt, bleibt abzuwarten[.] Die Kinz einfach und diskret. Dieser Regisseur steht unbestritten an der Spitze der deutschen Filmschaffenden.“

„Raffinierte Regie gibt einer auf Spannungseffekte gestellten Handlung beachtliches Niveau. Verquickt, bis auf ein Nachlassen bei Beginn der erzählenden Schachtelhandlung in steter Steigerung, Kriminelles mit Gefühlsmäßigem. Die Negri ganz groß, ergreifend; unvordringliche, einprägsame Einzelleistungen. Zum Milieu passende Interieurs, überreichlich untermalende Musik (Kreuder).“

„Konventionelle Handlungs- und Kameraführung, aber behutsame, verdichtende Regie und starke darstellerische Leistungen.“